# François Thomas d'Oiselay Perrenot de Granvelle
François Thomas d'Oiselay Perrenot de Granvelle (1589 - 5 janvier 1629, Besançon), comte de Cantecroy, prince du Saint-Empire romain germanique, est un homme d'État franc-comtois (dit « bourguignon » à l'époque) au service de la maison de Habsbourg, aussi bien celle d'Espagne, que celles des Pays-Bas et du Saint-Empire romain germanique.

## Biographie
Né en 1589, François Thomas est le fils de Pierre Antoine d'Oiselay, baron de La Villeneuve, gouverneur de Dole, et Peronne Perrenot de Granvelle, il est le petit-fils de Thomas Perrenot de Granvelle et l'arrière-petit-fils de Nicolas Perrenot de Granvelle,,,.
Il est seigneur de Chatonnay et baron de La Villeneuve.
En 1607, il hérite d'une partie des domaines de son oncle François Perrenot de Granvelle, comte de Cantecroy, dernier représentant masculin de la famille de Granvelle et donc héritier du cardinal Antoine Perrenot de Granvelle. Conformément au testament, il adopte le nom et les armoiries de la famille de sa mère,,.
Le 5 mai 1616, il vend le comté de Cantecroy mais garde tout de même son titre,,.
François Thomas est chambellan des souverains des Pays-Bas des archiducs Albert et Isabelle, et leur ambassadeur auprès du roi de Bohême, le futur empereur Ferdinand II. Plus tard, il devient aussi chambellan et membre du conseil privé de ce dernier qui, par un diplôme remis à Vienne le 3 décembre 1620, élève François Thomas à la dignité de prince impérial,,.
En 1621, le roi Philippe IV d'Espagne le fait chevalier de l'Ordre de la Toison d'Or.
Le 22 octobre 1622, il devient Maréchal de l'archevêque de Besançon, Ferdinand de Rye, afin de mettre un terme aux contestations faites sur les biens qu'il avait hérité de son oncle et qui relève de cet office.
En 1628, il est nommé chevalier conseiller au parlement de Dole, afin de remplacer Charles de Taillant, baron de Montfort.
Il décède à Besançon le 5 janvier 1629,,,.

## Famille
Le 10 février 1608, à Prague, François Thomas épouse la margravine Caroline d'Autriche (1590-1662), princesse du Saint Empire romain germanique, fille naturelle légitimée de l'empereur Rodolphe II et d'Euphémie de Rosenthal,,,,.
Ensemble ils ont un fils:
- Eugène-Léopold Perrenot de Granvelle (1610-1637), comte de Cantecroy. Il épouse en 1635, Béatrice de Cusance (1614-1663), fille de Claude-François de Cusance, baron de Belvoir, et d'Ernestine van Witthem, vicomtesse de Sebourg[1],[3],[5] .